# Латвійські монети євро
Латвійські монети євро — вісім монет євро, випущених Монетним двором Латвії. Кожна з монет має свій унікальний дизайн, який розробив Йозеф Кайзер. Серед мотивів дрібних монет — герб Латвії та латвійська дівчина у національному вбранні. Всі монети містять на реверсі 12 зірок ЄС і рік випуску. Щороку монетний двір Баден-Вюртемберг також випускає обмежену кількість наборів монет якості пруф.

## Дизайн монет
| 0,01 €                              | 0,02 €                              | 0,05 €                              |
| ----------------------------------- | ----------------------------------- | ----------------------------------- |
| Малий герб Латвійської республіки   | Малий герб Латвійської республіки   | Малий герб Латвійської республіки   |
| 0,10 €                              | 0,20 €                              | 0,50 €                              |
| Великий герб Латвійської республіки | Великий герб Латвійської республіки | Великий герб Латвійської республіки |
| 1,00 €                              | 2,00 €                              | По краю монети €2                   |
| Дівчина                             | Дівчина                             |                                     |

## Випуск монет
| Номінал | €0.01       | €0.02      | €0.05      | €0.10      | €0.20      | €0.50      | €1.00      | €2.00      | €2.00 CC  | Total       |
| ------- | ----------- | ---------- | ---------- | ---------- | ---------- | ---------- | ---------- | ---------- | --------- | ----------- |
| 2014    | 120,000,000 | 80,000,000 | 50,000,000 | 40,000,000 | 35,000,000 | 25,000,000 | 30,000,000 | 20,000,000 | 1,000,000 | 401,000,000 |